# 王芳 (主持人)
王芳（1975年10月23日—），北京情感類電視女主持人，情感類節目《选择》與《谁在说》多次奪得該類節目全國收視第一，並發掘了當時落魄的導演王為念，成為主持搭檔並竄紅。2014年起因節目數量龐大逐步退出《谁在说》主持。微博粉絲數三千萬以上。

## 生平
王芳7岁加入少先队，9岁成为学校的“三道杠”。21岁主持内蒙古卫视青少节目《娜荷芽》而出名荣获“中国主持奖二等奖”，24岁只身漂到北京，后加入银汉公司開始主持北京衛視節目，1998年、1999年，连续两年获得 “金童奖”，该奖项是国内青少节目的最高奖。從小患有支气管扩张，2015年因此病惡化而住院開刀，2016年初復出。
2011年創辦北京佳视王芳文化传播有限公司，擔任董事長，公司設於北京大兴区鸿坤金融谷，員工約百人，業務為影視節目製作。2018年后转型为抖音直播带货为主业。

## 家庭
丈夫為中国科学院自动化研究所研究员田捷，教育部“长江学者”奖励计划特聘教授，2007年兩人生下一女田碗濛。

## 著作
- 《最好的方法给孩子》
- 《我是爱情课代表》
- 《最好的方法读唐诗》

## 主持
- 北京衛視
  - 《选择》：2009年北京衛視同段收视第一，已卸任
  - 《谁在说》：2009年北京衛視同段收视第一，已卸任
  - 《健康生活》：已卸任
  - 《生活全天候》：已卸任
  - 《快乐生活一点通》：已卸任
- 內蒙古衛視
  - 《娜荷芽》：已卸任
  - 《金牌律師團》：已卸任
  - 《馬蘭花開》：已卸任
- 央視三套
  - 《越战越勇》：已卸任
- 陝西衛視
  - 《超级简单》：2018年卸任
- 黑龍江衛視
  - 《门当户对》：2019年卸任
  - 《八扇门》：2018年卸任
- 湖北衛視
  - 《大王小王》
- 天津衛視
  - 《你看谁来了》